# Arthur Newberry Choyce
Arthur Newberry Choyce (1893 – 1937) è stato un militare e poeta britannico.

## Biografia

### I primi anni
Arthur Newberry Choyce figlio di Benjamin Choyce, un falegname, e di sua moglie Mary Ann Newberry, nacque nel 1893 a Hugglescote, nel Leicestershire, Regno Unito vicino a Coalville a pochi chilometri da Loughborough.

### Il tenente e il poeta nella Prima Guerra Mondiale

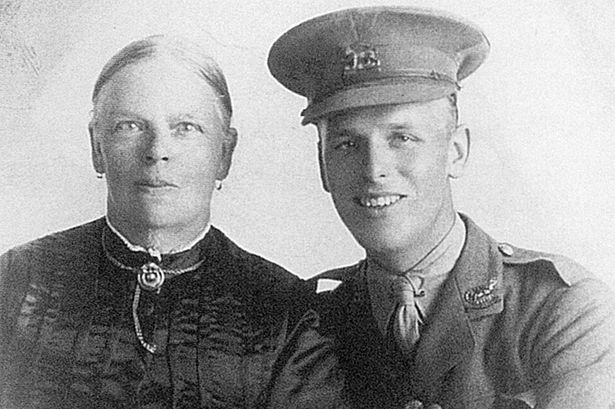
Arthur Newberry Choyce e sua madre Mary Ann Newberry.

Allo scoppiare della Prima Guerra Mondiale, Arthur si arruolò nel Reggimento Leicestershire (conosciuto come "The Tigers", le tigri) come secondo tenente del nono Battaglione. Da subito cominciò a scrivere e comporre poesie che raccontavano la dura vita in trincea, ricordavano le tanto amate campagne inglesi o il grande legame con la sorella Jeanne e i suoi genitori. Viste le sue doti eccezionali, il reggimento elesse Choyce come proprio poeta di guerra ufficiale. Venne mandato al Fronte Occidentale, dove visse in prima persona gli orrori della guerra durante l'offensiva de La Somme nel 1916. Il 15 giugno 1917 fu ferito gravemente e dovette ripararsi per venti ore in un cratere formato da un bombardamento prima di ricevere i soccorsi. Non appena guarì fu mandato in un tour negli Stati Uniti perché recitasse alcune delle sue poesie e incoraggiasse gli animi dei soldati americani ad intervenire nel conflitto.  
Dopo la Guerra, Arthur continuò a scrivere e pubblicare il suo lavoro. Divenne il preside della Scuola Primaria di Snibston a Coalville, nello stesso Leicestershire in cui era cresciuto. Morì nel 1937 all'età di soli 43 anni a Ashby-de-la-Zouche. Apparentemente le gravi ferite ricevute in battaglia contribuirono alla sua morte prematura.

## La poetica di Choyce
Le poesie di Choyce, così come quelle di Giuseppe Ungaretti, riflettono la logorante esperienza nelle trincee ed offrono al poeta l'unica via d'uscita dall'orrore della guerra. È per questo che nella poetica di Choyce temi ricorrenti sono, in pieno stile romantico, il ricordo sognante di casa e della sua natura eloquente e l'affidamento a Dio. 
| Sunrise | Spuntar del sole |
| --- | --- |
| (To my sister Mary) Night has been long With a thousand, thousand fears. At times upon my lips a half-breathed song That wakend tears. Thinking of you I dreamed All through the dragging hours. And then it seemed I helped you gather flowers While yet the sun Had scarce begun His rainbows in the dew. And now the shadows steal - Somewhere the dawn has stirred. I know - I feel Across the English sea, Somewhere, somewhere the morning hours have heard Your whispered prayer for me. | (A mia sorella Mary) La notte è stata lunga Tra migliaia, migliaia di paure. A volte sulle mie labbra una canzone appena fiatata Che ha ridestato lacrime. Pensando a te Ho sognato Lungo tutte le ore strascicate. E poi m'è parso D'averti aiutato a coglier fiori Mentre ancora il sole A malapena incominciava I suoi arcobaleni nella rugiada. Ed ora ruba le ombre - Da qualche parte l'alba s'è risvegliata. Lo so - Io sento Attraverso il mare inglese, Da qualche parte, da qualche parte le ore del mattino hanno udito La tua sussurrata preghiera per me. |

| Rocky Mountains | Rocky Mountains |
| --- | --- |
| From my small island home across the sea Kind Fates have carried me. And God has given Permission that I come Unto a western place Where almost He allowed His earth to touch His Heaven. My heart is cowed And I am stricken dumb. For in a mist of mighty majesty I seem to see The Master Mountain-Maker, face to face. And now I wonder why This punyness called "I" Dare stand beneath His sky. | Dalla mia piccola isola natale attraverso il mare Benevoli Fati mi hanno portato. E Dio ha dato Il permesso ch'io venissi In un posto a ovest Dove quasi ha concesso Alla Sua terra di toccare il Suo Cielo. Il mio cuore è sgomento Ed io sono scosso e ammutolito. Poiché in una foschia di possente maestà Mi pare di vedere L'esperto Creatore delle montagne, faccia a faccia. E ora mi chiedo perché Questa insignificanza chiamata "Io" Osi stare al di sotto del Suo cielo. |

## Opere
Le opere del poeta sono:
- Crimson Stains: Poems of War and Love, 1917
- Memory: Poems of War and Love, 1918 (versione digitalizzata disponibile [4])
- Songs while wandering, 1919 (versione digitalizzata disponibile [5])
- These slender larches: a book of poems, 1924
- Lips at the brim: a novel, 1920
- Glinting dandelions: selected poems, 1921
- Stolen Shards, 1925
- Not until Gilboa: a book of poems, 1931